# Sutton (automobilismo)
A Sutton foi um construtor norte-americano de carros de corrida. Produziu chassis para a equipe Dayton Steel Foundry nas 500 Milhas de Indianápolis de 1959, que naquele ano fez parte do calendário do Campeonato Mundial da FIA.